# Бругијере (Комо)
Бругијере је насеље у Италији у округу Комо, региону Ломбардија.
Према процени из 2011. у насељу је живело 305 становника. Насеље се налази на надморској висини од 401 м.